# Stanisław Jan Kanty Stadnicki
Stanisław Jan Kanty Stadnicki herbu Drużyna (ur. 28 lutego 1848 we Lwowie, zm. 16 stycznia 1915 w Wiedniu) – hrabia, ziemianin, poseł na Sejm Krajowy Galicyjski, dożywotni członek austriackiej Izby Panów.

## Życiorys
Był najstarszym synem Edwarda Marii Stadnickiego. Absolwent Gimnazjum Św. Anny w Krakowie. W latach 1865–1869 studiował prawo na UJ.
Ziemianin, właściciel dóbr Krysowice. W tamtejszym pałacu na początku września 1880 Stanisław Stadnicki podejmował przez kilka dni podróżującego po Galicji cesarza Austrii Franciszka Józefa I.
Członek i działacz Galicyjskiego Towarzystwa Gospodarskiego, do 1887 pełnił funkcje przewodniczącego okręgu przemyskiego, następnie członek Komitetu GTG (23 czerwca 1889 - 12 czerwca 1890) oraz jego wiceprezes (12 czerwca 1890 - 30 czerwca 1900) i prezes (30 czerwca 1900 -18 czerwca 1903). W 1878 wszedł w skład Rady Powiatowej i Wydziału Powiatowego w Mościskach z grupy większych posiadłości. W 1882 był prezesem Komitetu Wystawy Rolniczo-Przemysłowej w Przemyślu. Został też prezesem Wydziału Okręgowego Galicyjskiego Towarzystwa Kredytowego w Mościskach (pełnił ją aż do śmierci) oraz przystąpił do Galicyjskiego Towarzystwa Leśnego. W 1882 obrano go posłem na Sejm Krajowy w kurii gmin wiejskich z okręgu Mościska. W kolejnej kadencji sejmowej (1889–95) działał w komisji gospodarstwa krajowego, w komisji tej działał również w kolejnych kadencjach sejmu. W styczniu 1898 został odznaczony Orderem Korony Żelaznej II klasy. Od  1901 należał do Rady Nadzorczej Galicyjsko-Bukowińskiego Akcyjnego Towarzystwa Przemysłu Cukrowniczego w Przeworsku. Szerokim echem odbiło się nieprzejednane stanowisko Stadnickiego w kwestii reformy prawa wyborczego w Galicji, zaprezentowane podczas dyskusji sejmowej w listopadzie 1905, obawiając się wzrostu wpływu radykałów ukraińskich w Galicji Wschodniej wypowiadał się przeciw zasadom powszechności i bezpośredniości wyborów. 1 grudnia 1905 otrzymał nominację cesarską na dożywotniego członka Izby Panów w wiedeńskiej Radzie Państwa. W wyborach sejmowych 1908 był  tak skutecznie zwalczany przez działaczy ukraińskich i polskich ludowców, że nie zdobył mandatu z kurii gmin wiejskich w swoim okręgu. Dzięki zakulisowym zabiegom namiestnika Andrzeja Potockiego został natomiast obrany z kurii wielkiej własności w okręgu stryjskim. Od 1909 aż do wybuchu wojny w 1914 pełnił funkcję prezesa Wydziału Rady Powiatowej w Mościskach. W 1908 został mianowany tajnym radcą, w 1910 został rzeczywistym tajnym radcą. Ponownie obrany w 1913 posłem z kurii wielkiej własności, tym razem w obwodzie przemyskim, pracował w komisji przygotowującej ostateczny kształt reformy wyborczej, bronił w niej interesów polskiej mniejszości Galicji Wschodniej. Przed 1914 był prezesem zarządu Galicyjskiego Towarzystwa Łowieckiego. Po wybuchu I wojny światowej przystąpił do Naczelnego Komitetu Narodowego.
Zmarł po krótkiej chorobie w Wiedniu. Pogrzeb odbył się 19 stycznia 1915 w Wiedniu, po czym został pochowany na tamtejszym Cmentarzu Centralnyn.